# Helgafell (berg i Island, Västfjordarna, lat 65,92, long -23,80)
Helgafell är ett berg i republiken Island. Det ligger i regionen Västfjordarna, 210 km norr om huvudstaden Reykjavík. Toppen på Helgafell är 579 meter över havet.
Trakten runt Helgafell är nära nog obefolkad, med mindre än två invånare per kvadratkilometer. Närmaste större samhälle är Þingeyri, 13,9 km öster om Helgafell. Trakten runt Helgafell består i huvudsak av gräsmarker.